# Mesosemia ceropia
Mesosemia ceropia is een vlindersoort uit de familie van de prachtvlinders (Riodinidae), onderfamilie Riodininae.
Mesosemia ceropia werd in 1874 beschreven door H. Druce.